# Landmarq
Landmarq is een Britse progressieve-rockband, die werd opgericht in 1990. De stijl neigt echter ook naar AOR en melodische rock. Tot nu toe heeft de band zes albums uitgebracht, waarvan twee live.
Traditioneel vernoemt Landmarq elke studio-cd naar een nummer dat op de volgende cd zal verschijnen. De enige uitzondering tot nu toe is Science of coincidence, dat het gelijknamige nummer zelf bevat.

## Bandleden
- Zang
  - Damian Wilson -  tot 1992, 1995-1998
  - Tracy Hitchings -  vanaf 1998
- Toetsen
  - Steve Leigh - tot 2002
  - Gonzalo Carrera - 2002-2005
  - Mike Varty - vanaf 2005
- Gitaar
  - Uwe D'Rose
- Basgitaar
  - Steve Gee
- Drums
  - Dave Wagstaffe

## Discografie
- Solitary witness (1992)
- Infinity parade (1993)
- The vision pit (1995)
- Science of coincidence (1998)
- Thunderstruck (live, 1999)
- Aftershock (live, 2002)
- Turbulence; Live in Poland (live dvd, 2006)
- Entertaining Angels (2012)